# یواس‌اس شریدان (ای‌پی‌ای-۵۱)
یواس‌اس شریدان (ای‌پی‌ای-۵۱) (به انگلیسی: USS Sheridan (APA-51)) یک کشتی بود که طول آن ۴۵۹ فوت ۳ اینچ (۱۳۹٫۹۸ متر) بود. این کشتی در سال ۱۹۴۲ ساخته شد.